# پچینی
پچینی (انگلیسی: Pechiney) شرکت آلومینیوم فرانسوی است، که در سال ۱۸۵۵ تأسیس شد.